# Hungría en los Juegos Olímpicos de Moscú 1980
Hungría estuvo representada en los Juegos Olímpicos de Moscú 1980 por un total de 263 deportistas que compitieron en 21 deportes.  
El portador de la bandera en la ceremonia de apertura fue el jugador de waterpolo István Szívós.

## Medallistas
El equipo olímpico húngaro obtuvo las siguientes medallas:
| Nombre                                                                               | Deporte            | Competición                       |
| ------------------------------------------------------------------------------------ | ------------------ | --------------------------------- |
| Oro                                                                                  |                    |                                   |
| Zoltán Magyar                                                                        | Gimnasia artística | Caballo con arcos M               |
| Péter Baczakó                                                                        | Halterofilia       | 90 kg M                           |
| Ferenc Kocsis                                                                        | Lucha grecorromana | 74 kg M                           |
| Norbert Növényi                                                                      | Lucha grecorromana | 90 kg M                           |
| Sándor Wladár                                                                        | Natación           | 200 m espalda M                   |
| László Foltán István Vaskuti                                                         | Piragüismo         | C2 500 m M                        |
| Károly Varga                                                                         | Tiro               | Rifle en posición tendida 300 m M |
| Plata                                                                                |                    |                                   |
| Ernõ Kolczonay                                                                       | Esgrima            | Espada ind. M                     |
| Magda Maros                                                                          | Esgrima            | Florete ind. F                    |
| Lajos Rácz                                                                           | Lucha grecorromana | 52 kg M                           |
| István Tóth                                                                          | Lucha grecorromana | 62 kg M                           |
| József Balla                                                                         | Lucha libre        | +100 kg M                         |
| Zoltán Verrasztó                                                                     | Natación           | 200 m espalda M                   |
| Alban Vermes                                                                         | Natación           | 200 m braza M                     |
| Tamás Szombathelyi                                                                   | Pentatlón moderno  | Individual M                      |
| László Horváth Tibor Maracskó Tamás Szombathelyi                                     | Pentatlón moderno  | Equipos M                         |
| István Joós István Szabó                                                             | Piragüismo         | K2 1000 m M                       |
| Bronce                                                                               |                    |                                   |
| János Váradi                                                                         | Boxeo              | Mosca (51 kg) M                   |
| István Lévai                                                                         | Boxeo              | Pesado (+81 kg) M                 |
| Imre Gedővári                                                                        | Esgrima            | Sable ind. M                      |
| Imre Gedővári Pál Gerevich Ferenc Hammang György Nébald Rudolf Nébald                | Esgrima            | Sable por eqs. M                  |
| Edit Kovács Magda Maros Ildikó Schwarczenberger Gertrúd Stefanek Zsuzsanna Szőcs     | Esgrima            | Florete por eqs. F                |
| Ferenc Donáth György Guczoghy Zoltán Kelemen Zoltán Magyar Péter Kovács István Vámos | Gimnasia artística | Concurso completo por eqs. M      |
| György Szalai                                                                        | Halterofilia       | 110 kg M                          |
| Tibor Kincses                                                                        | Judo               | –60 kg M                          |
| András Ozsvár                                                                        | Judo               | Categoría abierta M               |
| Ferenc Seres                                                                         | Lucha grecorromana | 48 kg M                           |
| István Kovács                                                                        | Lucha libre        | 82 kg M                           |
| Zoltán Verrasztó                                                                     | Natación           | 400 m estilos M                   |
| Éva Rakusz Mária Zakariás                                                            | Piragüismo         | K2 500 m F                        |
| Szabolcs Detre Zsolt Detre                                                           | Vela               | Flying Dutchman M                 |
| Equipo                                                                               | Waterpolo          | Torneo M                          |